# Juden in Bosnien und Herzegowina

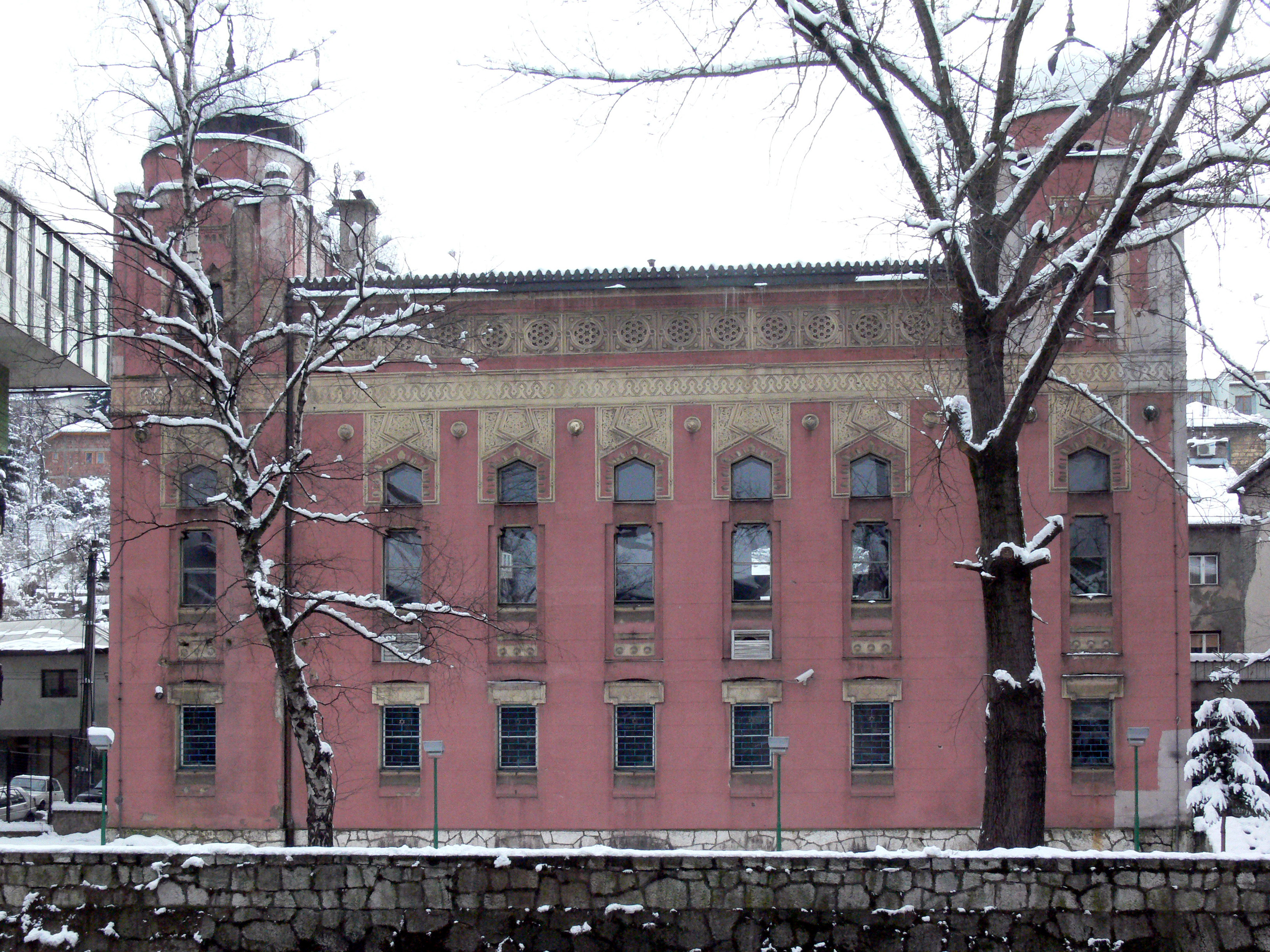
Die 1902 erbaute aschkenasische Synagoge in Sarajevo

Die Juden in Bosnien und Herzegowina (bosnisch Jevreji/Židovi u Bosni i Hercegovini) blicken auf eine mehr als 500-jährige Geschichte zurück.

## Der Beginn jüdischer Siedlung in Bosnien und Herzegowina
Die überwiegend sephardischen Juden in Bosnien und Herzegowina erreichten das Land nach der Vertreibung der spanischen Juden aus ihrer Heimat 1492. Bereits in der ersten Hälfte des 16. Jahrhunderts lebten vermutlich dauerhaft Juden hier. Dies legen Inschriften auf einigen Grabsteinen in Sarajevo nahe, die das jüdische Datum 5311, also 1551 christlicher Zeitrechnung, tragen. Ab 1463 war der größte Teil des Landes und vor allem die Hauptstadt Sarajevo Teil des Osmanischen Reiches und die Juden unterlagen wie andere nicht-muslimische Gemeinschaften gewissen Einschränkungen ihrer Rechte. So durften sie keine Waffen tragen, innerhalb der Stadt nicht auf einem Pferd reiten und mussten eine hohe Kopfsteuer zahlen.

## Zweiter Weltkrieg und Holocaust

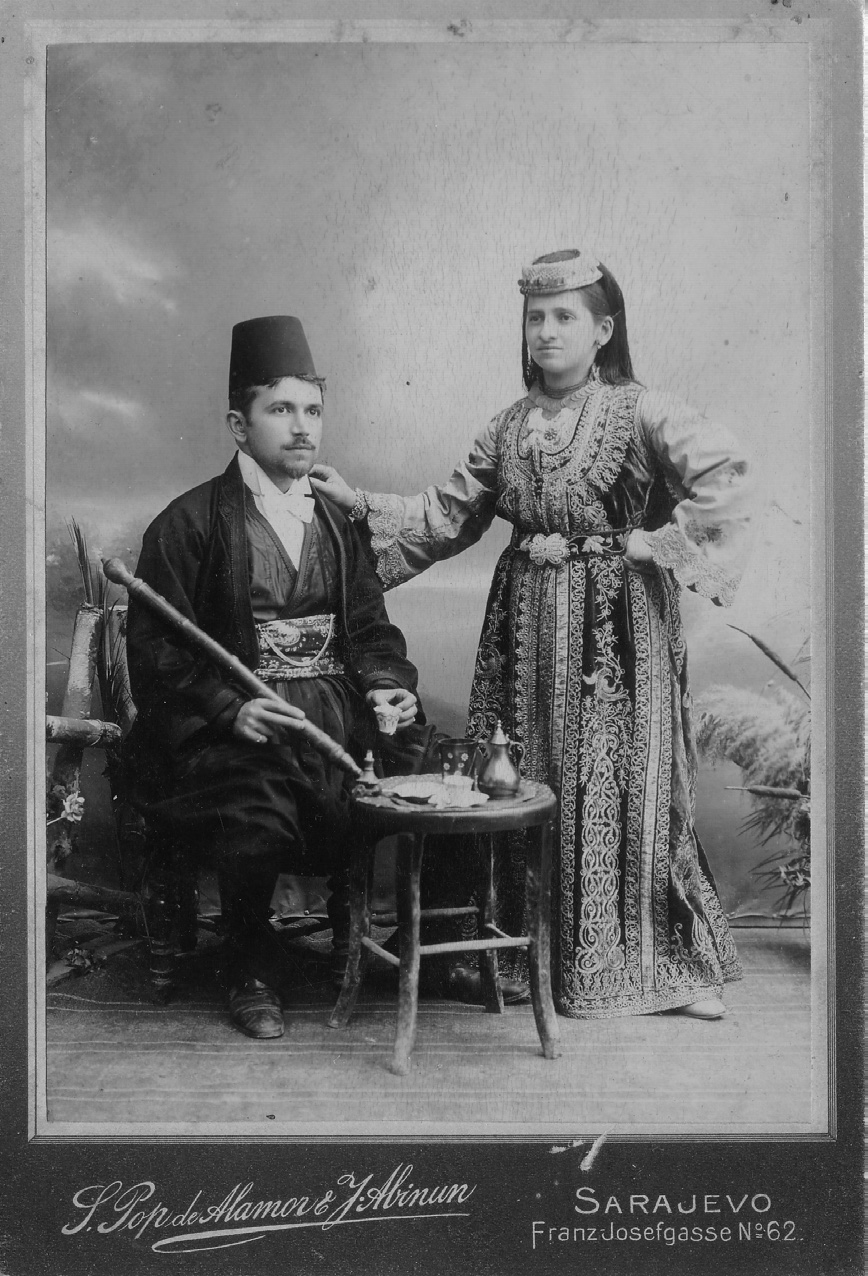
Sephardisches Paar aus Sarajevo, um 1900

Vor dem Zweiten Weltkrieg gab es etwa 14.000 Juden in Bosnien und Herzegowina, davon 10.000 in Sarajevo, was etwa zehn Prozent der Stadtbevölkerung ausmachte. Während des Holocausts wurden im Unabhängigen Staat Kroatien (NDH) 10.000 Juden ermordet. Nach dem Zweiten Weltkrieg entschieden sich viele Juden, nach Israel umzusiedeln.

## Der Bosnienkrieg und seine Auswirkungen
Bei Ausbruch des Bosnienkriegs lebten etwa 2000 Juden in Bosnien und Herzegowina. Während der Auseinandersetzungen wurden die meisten Juden nach Israel evakuiert und ein Großteil von ihnen entschied sich nach dem Ende des Kriegs auch dort zu verbleiben. Im Jahr 2008 lebten rund 1000 Juden in Bosnien und Herzegowina, etwa 900 Sephardim und 100 Aschkenasim. Die größte Gemeinde ist die von Sarajevo mit zirka 700 Mitgliedern, ihr Vorsitzender ist seit 1995 der Jurist Jakob Finci. Kleinere jüdische Gemeinden gibt es in Banja Luka, Mostar, Tuzla, Doboj und Zenica.

## Bekannte bosnische Juden
- Judah Alkalai (1798–1878), Rabbiner und frühes Mitglied der zionistischen Bewegung
- Sven Alkalaj (* 1948), Außenminister von Bosnien und Herzegowina von 2007 bis 2012
- David Elazar (1925–1976), Generalstabschef der israelischen Streitkräfte von 1972 bis 1974
- Jakob Finci (* 1943), Präsident der jüdischen Gemeinschaft in Bosnien und Herzegowina und ehemaliger Botschafter
- Flory Jagoda (1923–2021), Songwriterin und Sängerin
- Laura Papo Bohoreta (1891–1942), feministische Schriftstellerin und Übersetzerin
- Boris Rothbart (* 1986), Basketballspieler
- Isak Samokovlija (1889–1955), Schriftsteller
- Hilde Zaloscer (1903–1999), Kunsthistorikerin und Koptologin